# Giro di Lombardia 2008
Il Giro di Lombardia 2008, centoduesima edizione della "classica delle foglie morte", è stato corso il 18 ottobre 2008 tra le province di Varese, Como e Lecco per un percorso di 242 km. È stato vinto da Damiano Cunego alla seconda vittoria consecutiva e alla terza in totale, che ha concluso in 5h37'04".

## Percorso
La gara parte da Varese ed arriva a Como, per una lunghezza totale di 242 km, ripercorrendo il percorso dell'edizione del 2007. Partenza alle 11:00 dalla "Città Giardino", sede dei Campionati del mondo di ciclismo su strada appena disputati, e, dopo aver attraversato Malnate, il percorso si snoda interamente entro i territori comasco e lecchese. Giunti a Como si segue la costa del Lario sul lato occidentale, attraverso la Val d'Intelvi fino a toccare il Lago di Lugano, e raggiungendo Bellano sul lato opposto del lago. Da qui si sale verso Taceno e, attraversando la Valsassina, si giunge a Lecco passando per le asperità del Colle di Balisio. Giunti nel capoluogo si risale il braccio destro del lago da Valmadrera verso Bellagio, per poi affrontare la salita del Santuario della Madonna del Ghisallo, le ascese verso Civiglio e San Fermo della Battaglia, prima di tornare sul traguardo a Como in Lungo Lario Trento.

## Squadre e corridori partecipanti
Prendono il via 22 squadre e 167 atleti. Favoriti sono il neocampione del mondo Ballan e Cunego, vincitore dell'edizione precedente, della Lampre, lo spagnolo campione olimpico Samuel Sánchez della Euskaltel-Euskadi, il russo Kolobnev della CSC, il belga Gilbert della Française des Jeux, l'australiano di Castronno Cadel Evans della Silence-Lotto, l'olandese Gesink ed Óscar Freire della Rabobank.
| N.      | Cod. | Squadra            |
| ------- | ---- | ------------------ |
| 1-8     | LAM  | Lampre             |
| 11-18   | ASA  | Acqua & Sapone     |
| 21-28   | ALM  | AG2R La Mondiale   |
| 31-38   | AST  | Astana Team        |
| 41-48   | BAR  | Barloworld         |
| 51-56   | BTL  | Bouygues Télécom   |
| 61-68   | GCE  | Caisse d'Epargne   |
| 71-78   | COF  | Cofidis            |
| 81-88   | CSF  | CSF Group-Navigare |
| 91-98   | EUS  | Euskaltel-Euskadi  |
| 101-105 | FDJ  | Française des Jeux |

| N.      | Cod. | Squadra                          |
| ------- | ---- | -------------------------------- |
| 111-118 | TSL  | Team Garmin-Chipotle p/b H30     |
| 121-128 | LIQ  | Liquigas                         |
| 131-138 | QST  | Quick Step                       |
| 141-148 | RAB  | Rabobank                         |
| 151-158 | SDV  | Scott-American Beef              |
| 161-168 | SDA  | Serramenti Diquigiovanni-Androni |
| 171-178 | SIL  | Silence-Lotto                    |
| 181-187 | THR  | Team Columbia                    |
| 191-197 | CSC  | Team CSC                         |
| 201-208 | MRM  | Team Milram                      |
| 211-218 | TCS  | Tinkoff Credit Systems           |

## Resoconto degli eventi
Partenza alle 10:59 da viale Belforte a Varese, dopo lo spostamento da Palazzo Estense. Parte subito forte la gara con la prima fuga di 35 atleti, tra i quali anche il varesotto Stefano Garzelli capitano della Acqua & Sapone-Caffè Mokambo in cerca della vittoria che manca a Varese dal 1931, dopo solo 10 km ed un'elevata media nella prima ora di 46,600 km/h. È ancora l'Acqua & Sapone, con Luca Paolini, a rilanciare un nuovo tentativo di fuga dopo 30 km che accumula 9'25” di massimo vantaggio e mantiene la testa della corsa fino sul Ghisallo. Qui sono Gilberto Simoni, Stefano Garzelli e Michele Scarponi a ricucire lo svantaggio, annullato a 22 km dall'arrivo dal gruppo che torna compatto. Prende il comando quindi la Lampre con Tiralongo, Marzano e Szmyd ed è poi di Damiano Cunego l'azione decisiva. Sul Civiglio partono Horner e Failli, seguiti dallo stesso Cunego, che li stacca dopo lo scollinamento e nella discesa verso il San Fermo resiste all'inseguimento dell'oro olimpico Samuel Sánchez. Il "Piccolo Principe" di Cerro Veronese arriva dunque solo al traguardo in Lungo Lario Trento, staccando di 20" lo sloveno Janez Brajkovič, che esulta pensando di aver conquistato la vittoria, ed il colombiano Rigoberto Urán.

## Ordine d'arrivo (Top 10)
| Pos. | Corridore          | Squadra      | Tempo    |
| ---- | ------------------ | ------------ | -------- |
| 1    | Damiano Cunego     | Lampre       | 5h37'04" |
| 2    | Janez Brajkovič    | Astana Team  | a 24"    |
| 3    | Rigoberto Urán     | C. d'Epargne | s.t.     |
| 4    | Giovanni Visconti  | Quick Step   | a 33"    |
| 5    | Karsten Kroon      | Team CSC     | s.t.     |
| 6    | Mauro Finetto      | CSF Group    | s.t.     |
| 7    | Christopher Horner | Astana Team  | s.t.     |
| 8    | Stefano Garzelli   | Acqua & Sap. | s.t.     |
| 9    | Morris Possoni     | Columbia     | s.t.     |
| 10   | Francesco Failli   | Acqua & Sap. | s.t.     |